# Vint-i-cinquena esmena de la Constitució dels Estats Units
La Vint-i-cinquena esmena (en anglès Twenty-fifth Amendment) de la Constitució dels Estats Units tracta sobre la successió del president dels Estats Units, i estableix els procediments que han de seguir-se per ocupar el càrrec de vicepresident en cas de trobar-se'n aquest vacant, a més del que ha de fer-se de trobar-se el president inhabilitat per a continuar en el seu càrrec. Reemplaça el text ambigu de l'Article II, Secció 1, Clàusula 6 de la Constitució, que no estableix expressament si el vicepresident es converteix en el president, o si actua com a president en funcions (provisional) si el president mor, renuncia, és destituït del seu càrrec, o és incapaç per alguna raó de complir amb les obligacions del càrrec. La Vint-i-cinquena esmena va ser ratificada el 1967.

## Text
El text de la Vint-i-cinquena esmena a la Constitució dels Estats Units diu així:
| « | (català) Secció 1. En el cas que el president sigui deposat del seu càrrec, o en cas de la seva mort o renúncia, el vicepresident serà nomenat president. Secció 2. Quan el lloc de vicepresident estigués vacant, el president nomenarà un vicepresident que prendrà possessió del seu càrrec en ser confirmat per vot majoritari de les dues cambres del Congrés. Secció 3. Quan el president transmetés al president "pro tempore" del Senat i el president de la Cambra de Representants la seva declaració escrita que està impossibilitat per exercir els poders i obligacions del seu càrrec, i mentre no es transmet[es a ells una declaració escrita en sentit contrari, com poders i obligacions, seran exercits pel vicepresident com a president en funcions. Secció 4. Quan el vicepresident i la majoria dels principals funcionaris dels departaments executius o de qualsevol altre cos que el Congrés autoritzés per llei transmeten al president "pro tempore" del Senat i el president de la Cambra de Representants la seva declaració escrita que el president està impossibilitat per exercir els poders i obligacions del seu càrrec, el vicepresident immediatament assumirà els poders i obligacions del càrrec com a president en funcions. Per tant, quan el president transmeti al president "pro tempore" del Senat i el president de la Cambra de Representants la seva declaració escrita que no hi ha cap impediment, assumirà de nou els poders i obligacions del seu càrrec, llevat que el vicepresident i la majoria dels funcionaris principals dels departaments executius o de qualsevol altre cos que el Congrés hagi autoritzat per llei transmetessin, al terme de quatre dies, al president "pro tempore" del Senat i al president de la Cambra de Representants la seva declaració escrita que el president està impossibilitat per a exercir els drets i deures del seu càrrec. Llavors, el Congrés decidirà quina solució s'hi ha d'adoptar, per la qual cosa es reunirà en el terme de quaranta-vuit hores, si no estigués en sessió. Si el Congrés, al terme de vint-dies de rebuda la ulterior declaració escrita o, de no estar en sessió, dins dels vint-dies d'haver estat convocat a reunir-se, determinés per vot de les dues terceres parts de les dues cambres que el president està impossibilitat per a exercir els poders i obligacions del seu càrrec, el vicepresident continuarà exercint el càrrec com a president en funcions; en cas contrari, el president assumirà de nou els drets i deures del seu càrrec. | (anglès) Section 1. In case of the removal of the President from office or of his death or resignation, the Vice President shall become President. Section 2. Whenever there is a vacancy in the office of the Vice President, the President shall nominate a Vice President who shall take office upon confirmation by a majority vote of both Houses of Congress. Section 3. Whenever the President transmits to the President pro tempore of the Senate and the Speaker of the House of Representatives his written declaration that he is unable to discharge the powers and duties of his office, and until he transmits to them a written declaration to the contrary, such powers and duties shall be discharged by the Vice President as Acting President. Section 4. Whenever the Vice President and a majority of either the principal officers of the executive departments or of such other body as Congress may by law provide, transmit to the President pro tempore of the Senate and the Speaker of the House of Representatives their written declaration that the President is unable to discharge the powers and duties of his office, the Vice President shall immediately assume the powers and duties of the office as Acting President. Thereafter, when the President transmits to the President pro tempore of the Senate and the Speaker of the House of Representatives his written declaration that no inability exists, he shall resume the powers and duties of his office unless the Vice President and a majority of either the principal officers of the executive department or of such other body as Congress may by law provide, transmit within four days to the President pro tempore of the Senate and the Speaker of the House of Representatives their written declaration that the President is unable to discharge the powers and duties of his office. Thereupon Congress shall decide the issue, assembling within forty-eight hours for that purpose if not in session. If the Congress, within twenty-one days after receipt of the latter written declaration, or, if Congress is not in session, within twenty-one days after Congress is required to assemble, determines by two-thirds vote of both Houses that the President is unable to discharge the powers and duties of his office, the Vice President shall continue to discharge the same as Acting President; otherwise, the President shall resume the powers and duties of his office. | » |